# Lagraulière
Lagraulière is een gemeente in het Franse departement Corrèze (regio Nouvelle-Aquitaine). De plaats maakt deel uit van het arrondissement Tulle. Lagraulière telde op 1 januari 2022 1.189 inwoners.

## Geografie
De oppervlakte van Lagraulière bedroeg op 1 januari 2022 30,75 vierkante kilometer; de bevolkingsdichtheid was toen 38,7 inwoners per km².
De onderstaande kaart toont de ligging van Lagraulière met de belangrijkste infrastructuur en aangrenzende gemeenten.

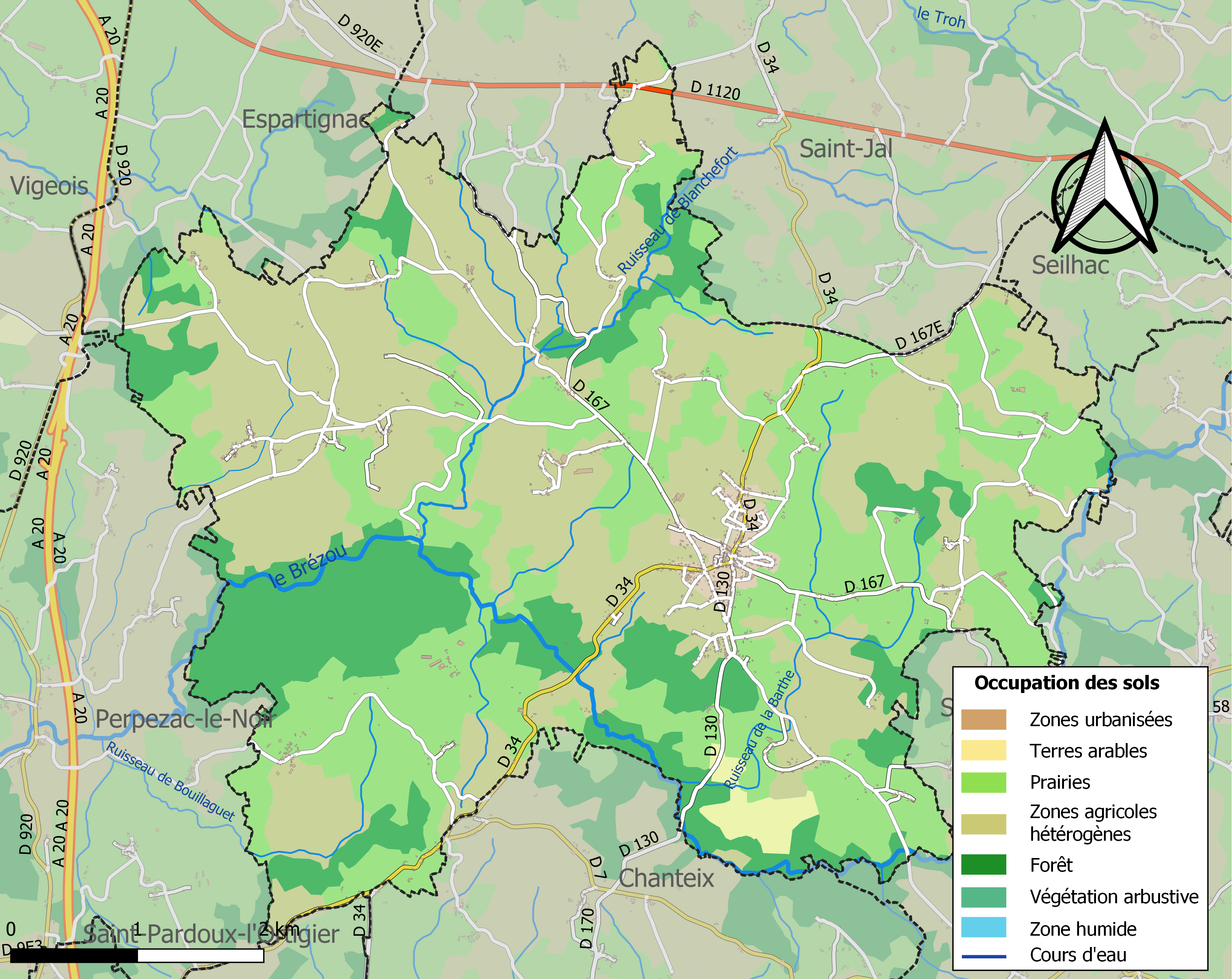

## Demografie
Onderstaande figuur toont het verloop van het inwonertal (bron: INSEE-tellingen).